# Hosakote, Kanakapura
Hosakote là một làng thuộc tehsil Kanakapura, huyện Ramanagara, bang Karnataka, Ấn Độ.